# Центральный банк Катара
Центральный банк Катара (араб. مصرف قطر المركزي‎, англ. Qatar Central Bank) — центральный банк Государства Катар.

## Функции
Центральный банк Катара осуществляет регулирование и надзор за банковской системой Катара. Особенностью регулирования в банковской сфере Катара является установление Центральным банком уровня трёх процентных ставок: ставка ЦБ Катара по принимаемым депозитам (QCBDR), ставка ЦБ Катара по выдаваемым кредитам (QCBLR), ставка ЦБ Катара по операциям РЕПО с правительственными ценными бумагами (QCBRR). Кроме того, Центральный банк Катара устанавливает дивидентную ставку, применяемую для распределения прибыли катарскими банками.

## История
В 1966—1973 годах эмиссию общей валюты Катара и Дубай (рияла Катара и Дубай) производил Валютный совет Катара и Дубай (Qatar-Dubai Currency Board). В 1973 году соглашение о деятельности совместного Валютного совета было расторгнуто. Декретом эмира от 13 мая 1973 года создано государственное Агентство денежного обращения Катара (Qatar Monetary Agency), получившее право эмиссии национальной валюты — катарского риала.
5 августа 1993 года эмиром был утверждён Закон № 15 о создании Центрального банка Катара, которому было передано право эмиссии национальной валюты.